# Syndroom van Birt-Hogg-Dubé
Het syndroom van Birt-Hogg-Dubé is een zeldzame autosomaal (niet-geslachtsgebonden) dominante erfelijke ziekte die zich manifesteert door huidafwijkingen. Het wordt veroorzaakt door mutaties in het BHD-gen dat codeert voor het eiwit folliculine.

## Ontdekking
Het syndroom werd genoemd naar de drie artsen A.R. Birt, G.R. Hogg en W.J. Dubé die onderzoek hebben gedaan naar de aandoening en deze in 1977 hebben beschreven. De artsen Hornstein en Knickenberg waren twee jaar eerder met hun beschrijving en daarom wordt de ziekte soms Hornstein-Knickenbergsyndroom genoemd. Het is een erfelijke aandoening die op autosomaal (niet-geslachtsgebonden) dominante wijze overerft, wat wil zeggen dat mensen die aangedaan zijn 50% kans hebben om de ziekte door te geven aan hun kinderen. In tegenstelling tot wat veel mensen denken betekent dominante overerving niet dat de ouders van iemand met een dergelijke ziekte de aandoening ook moeten hebben. Veel mutaties zijn nieuw ("de novo").

## Verschijnselen
Door een mutatie in het BHD-gen dat codeert voor het eiwit folliculine ontstaan er bij ongeveer 80% van de patiënten goedaardige huidafwijkingen: 2–4 mm grote huidkleurige papels (bultjes) op het gelaat genaamd fibrofolliculomen. Ze kunnen ook op de oren, nek en borst worden aangetroffen. De aandoening geeft verder een verhoogd risico op het ontwikkelen van bepaalde vormen van niercelkanker of een pneumothorax (klaplong).

## Prevalentie
In Nederland zijn er ruim twintig families bekend waarbij vastgesteld is door DNA-diagnostiek dat de erfelijke afwijking aanwezig is. Buiten Nederland zijn ook vele tientallen families met BHD bekend. Het is een zeldzame aandoening wereldwijd.

## Biologie
Wat folliculine (FLCN) precies doet is onbekend, maar er zijn aanwijzingen dat het betrokken is bij signaaltransductie in het mTOR netwerk. Folliculin bindt aan de eiwitten FNIP1 en/of FNIP2 en wordt dan gefosforyleerd door AMPK. Dit laatste eiwit is een belangrijke energiesensor in de cel. Als de cel voedselgebrek heeft, wordt dit opgemerkt door AMPK. Het fosforyleert dan onderdelen van het TSC complex dat op zijn beurt mTOR activiteit remt. mTOR reguleert onder andere eiwitsynthese en celdeling. Meerdere laboratoria wereldwijd onderzoeken momenteel hoe FLCN werkt. Grote onderzoeken speciaal naar FLCN lopen momenteel in Amerika onder andere bij het National Cancer Institute en in Nederland in het Maastrichts Universitair Medisch Centrum (onderdeel van het Europese BHD consortium).

## Diermodel
Tot dusverre zijn mutaties in BHD bij twee diersoorten beschreven, de Nihon rat (een stam van de welbekende Sprague-Dawley rat) en de Duitse Herder (Canis familiaris). Bij de muis zijn spontane mutaties niet beschreven maar inmiddels is een weefselspecifieke conditionele knock-out gemaakt.

## Therapie
Een oorzakelijke behandeling is niet voorhanden. Fibrofolliculomen kunnen worden behandeld met een ablatieve (CO2 of Er:YAG) laser. Een alternatief is elektrocoagulatie (verschrompeling door minuscule stroominjectie) eventueel gevolgd door curettage (schoonschrapen met ringmesje). Hiermee worden goede resultaten bereikt. Medicamenteuze behandeling is nog niet mogelijk maar het Europese Birt-Hogg-Dubé Consortium werkt hieraan. De klaplongen worden veroorzaakt door cysten. Deze kunnen chirurgisch worden verwijderd. De niertumoren worden tegenwoordig laparoscopisch (met een kijk-operatie) verwijderd. De nier wordt daarbij gespaard. Voor patiënten is het belangrijk om te worden opgenomen in een screenings-programma. Het Europese Birt-Hogg-Dubé consortium beveelt aan dat dit gebeurt vanaf de leeftijd van 20 jaar. Het houdt in, dat mensen om het jaar en afwisselend een CT-scan dan wel een MRI van de buik ondergaan. Met deze moderne technieken kunnen zeer kleine niertumoren vroeg worden opgespoord zodat ze zonder veel schade aan de nier kunnen worden verwijderd. Het is niet nodig om een hele nier te verwijderen, behalve in uitzonderlijke gevallen (bijvoorbeeld als er heel veel tumoren in 1 nier zitten).